# Червоні бутони
«Червоні бутони» (тур. Kızıl Goncalar) — турецький драматичний серіал, створений компанією Gold Film. Прем'єра відбулася 18 грудня 2023 року. В Україні прем'єра відбудеться 4 вересня 2025 року на телеканалі Бігуді. Головні ролі виконали — Озгю Намаль, Озджан Деніз, Мерт Язиджиоглу..

## Сюжет
Мер’єм Тезель походить із родини, яка суворо дотримується ісламських приписів. За традицією та родинною згодою, її видали заміж у 14-річному віці за Наїма Тезеля. У шлюбі в них народилися дві доньки-близнючки, однак, на жаль, одна з них нібито померла.
Минав час. Після потужного землетрусу, що зруйнував їхнє рідне селище, Мер’єм і Наїм змушені були переїхати до Стамбула в пошуках безпечного житла. Вони оселяються в житловому комплексі, що належить шейху. Разом із подружжям до великого міста вирушає й їхня донька-підліток — Зейнеп Тезель.
Та за зовнішнім спокоєм ховається потаємна мета: Мер’єм готує втечу. Вона прагне врятувати Зейнеп від тієї ж долі, що спіткала її саму — примусового шлюбу в юному віці. Дівчину вже збираються видати заміж за Джунейда Гюнеша, онука шейха, який пережив психічну травму в минулому і досі не може від неї оговтатися.
У той самий час у Стамбулі відомий світський психіатр Левент Алканли переживає сімейну кризу: його стосунки з дружиною Бесте Оздемір Алканли і донькою Мірою тріщать по швах.
Одного дня шляхи Мер’єм і Левента перетинаються завдяки втручанню її невістки Біргюль Тезель. Попри початкову настороженість і протилежні світогляди, між ними поступово виникає глибокий емоційний зв’язок.
Левент усіма силами намагається допомогти Мер’єм і Зейнеп, але шлях цей не буде легким. Життя підкидає нові випробування, а таємниці, приховані роками, починають виринати на поверхню — зокрема й та, що стосується справжньої долі їхніх дочок.

## Актори та персонажі
| Актор           | Роль                  | Описи |
| --------------- | --------------------- | --- |
| Озгю Намаль     | Мер'єм Тезель         | Мати, для якої немає жертви, на яку вона не пішла б заради доньки. Колишня дружина Наїма. Згодом вийшла заміж за Левента.                                          |
| Озджан Деніз    | Левент Алканли        | Психіатр, розірваний між доглядом за прикутим до ліжка батьком і роботою. Намагався допомогти Мер’єм та її доньці. Згодом одружився з Мер’єм.                      |
| Мерт Язиджиоглу | Джунейд Гюнеш         | Духовний наставник. Чоловік Зейнеп, з яким вона повторно уклала релігійний (імамський) шлюб.                                                                       |
| Еркан Авджи     | Саді Хюдаї Гюнеш      | Один із впливових діячів тарикату. Чоловік Хасни. |
| Хазал Тюресан   | Бесте Оздемір/Алканли | Дружина Левента. Саме вона сприяла знайомству Мер’єм із психіатром Левентом, після чого втекла до Німеччини. Але потім повернулася.                                |
| Мерт Турак      | Наїм Тезель           | Колишній чоловік Мер’єм. Намагався здобути вплив у тарикаті. Також йому відтяли праву руку за крадіжку в дерґяху. Став головним наглядачем фаніїв.                 |
| Шеріф Ерол      | Суаві Алканли         | Прикутий до ліжка батько Левента, професор фізики. Саме він використав свої зв’язки, аби допомогти Зейнеп здобути освіту.                                          |
| Селен Озтюрк    | Хасна Їлдиз/Гюнеш     | Дружина Саді, почесна «мати» жіночого крила тарикату. |
| Дуйгу Саришин   | Ханде Алканли         | Сестра Левента. Журналістка. У стосунках із Сечкіном, від якого чекає дитину. Після втрати своїх немовлят вони усиновлюють Гюнеша і переїжджають до Мугли.         |
| Міна Демірташ   | Зейнеп Тезель         | Дочка Мер’єм і Наїма, сестра-близнючка Міри. Дружина Джунейда, з яким уклала повторний імамський шлюб. Геній у математиці. Почесна «мати» жіночого крила тарикату. |
| Есма Їлмаз      | Міра Алканли          | Дочка Мер’єм і Наїма, сестра-близнючка Зейнеп. Від народження була викрадена Бесте та Левентом. Згодом дізналася, що насправді є донькою Мер’єм і Наїма.           |
| Сітаре Акбаш    | Біргюль Тезель        | Сестра Наїма. |
| Асіє Дінчсой    | Мюєссер Їлдиз         | Сестра Хасни та швагра Саді Хюдая. |
| Меліса Догу     | Айза Міліклер         | Мати Афана. |
| Батухан Юзгюлеч | Афан Міліклер         | Син Айзи. |

## Сезони

### Туреччина
| Сезон | Початок сезону  | Фінал сезону   | Кількість серій | Епізоди | Канал ТВ  | День і час трансляції |
| ----- | --------------- | -------------- | --------------- | ------- | --------- | --------------------- |
| 1     | 18 грудня 2023  | 20 травня 2024 | 19              | 1-19    | Kanal NOW | Щопонеділка, 20:00    |
| 2     | 30 вересня 2024 | 28 квітня 2025 | 27              | 20-46   | Kanal NOW | Щопонеділка, 20:00    |

### Україна
| Сезон | Початок сезону | Фінал сезону | Кількість серій | Епізоди | Канал ТВ | День і час трансляції     |
| ----- | -------------- | ------------ | --------------- | ------- | -------- | ------------------------- |
| 1     | 4 вересня 2025 |              |                 |         | Бігуді   | Понеділок-П'ятниця, 20:00 |
| 2     |                |              |                 |         | Бігуді   | Понеділок-П'ятниця, 20:00 |

## Рейтинги серій
| Сезон 1 (2023) | Сезон 1 (2023)  | Сезон 1 (2023) | Сезон 1 (2023) | Сезон 2 (2024) | Сезон 2 (2024)  | Сезон 2 (2024) | Сезон 2 (2024) |
| Серія          | Рейтинг (TOTAL) | Рейтинг (AB)   | Рейтинг (ABC1) | Серія          | Рейтинг (TOTAL) | Рейтинг (AB)   | Рейтинг (ABC1) |
| -------------- | --------------- | -------------- | -------------- | -------------- | --------------- | -------------- | -------------- |
| 1.             | 4.39            | 4.24           | 5.29           | 20.            | 5,32            | 6,62           | 6,92           |
| 2.             | 5,85            | 6.81           | 7,85           | 21.            | 5,55            | 7,85           | 7,35           |
| 3.             | 6.80            | 9,64           | 9.41           | 22.            | 5,90            | 8,20           | 8,13           |
| 4.             | 6,99            | 8.93           | 8,97           | 23.            | 6,08            | 8,87           | 8,53           |
| 5.             | 6.71            | 9.01           | 9.43           | 24.            | 5,70            | 6,22           | 6,38           |
| 6.             | 6.36            | 9,99           | 9.44           | 25.            | 6,12            | 7,60           | 8,40           |
| 7.             | 6.60            | 9.45           | 9,12           | 26.            | 6,29            | 8,01           | 8,64           |
| 8.             | 6.42            | 8,10           | 8,85           | 27.            | 6,17            | 9,16           | 9,10           |
| 9.             | 6,85            | 9,30           | 9,21           | 28.            | 6,16            | 8,20           | 8,84           |
| 10.            | 6,86            | 8,90           | 9,45           | 29.            | 5,60            | 8,10           | 8,02           |
| 11.            | 7,43            | 9,79           | 9,97           | 30.            | 5,45            | 8,82           | 8,25           |
| 12.            | 6,80            | 9,45           | 9,89           | 31.            | 4,88            | 6,55           | 6,69           |
| 13.            | 7,05            | 9,92           | 10,02          | 32.            | 5,13            | 8,48           | 8,15           |
| 14.            | 7,06            | 9,90           | 10,03          | 33.            | 4,96            | 8,12           | 7,57           |
| 15.            | 6,86            | 8,93           | 9,33           | 34.            | 3,90            | 5,71           | 5,83           |
| 16.            | 7,21            | 8,93           | 9,91           | 35.            | 4,00            | 4,86           | 5,77           |
| 17.            | 7,04            | 9,20           | 10,05          | 36.            | 4,22            | 6,20           | 6,37           |
| 18.            | 7,71            | 10,44          | 10,96          | 37.            | 3,78            | 6,07           | 5,85           |
| 19.            | 7,59            | 9,11           | 10,36          | 38.            | 4,07            | 6,45           | 6,20           |
|                |                 |                |                | 39.            | 3,66            | 5,15           | 5,35           |
|                |                 |                |                | 40.            | 4,05            | 6,29           | 5,92           |
|                |                 |                |                | 41.            | 4,10            | 5,67           | 6,22           |
|                |                 |                |                | 42.            | 3.63            | 5.60           | 5.14           |
|                |                 |                |                | 43.            | 3,09            | 4,21           | 4,31           |
|                |                 |                |                | 44.            | 3,02            | 3,54           | 3,92           |
|                |                 |                |                | 45.            | 3,02            | 4,11           | 4,42           |
|                |                 |                |                | 46.            | 3,12            | 3,99           | 4,38           |

## Нагороди
| Рік  | Премія                       | Категорія             | Номінант                       | Результат |
| ---- | ---------------------------- | --------------------- | ------------------------------ | --------- |
| 2024 | 50. Премія «Золотий метелик» | Найкращий серіал      | Червоні бутони                 | Номінація |
| 2024 | 50. Премія «Золотий метелик» | Найкраща акторка      | Озгю Намаль                    | Номінація |
| 2024 | 50. Премія «Золотий метелик» | Найкращий актор       | Озджан Деніз                   | Перемога  |
| 2024 | 50. Премія «Золотий метелик» | Найкраща пара серіалу | Міна Демірташ, Мерт Язиджиоглу | Номінація |
| 2024 | 50. Премія «Золотий метелик» | Кращий режисер        | Омюр Атай                      | Перемога  |
| 2024 | 50. Премія «Золотий метелик» | Найкращий сценарій    | Неджаті Шахін                  | Перемога  |